# Edgar Bohnstedt
Edgar Bohnstedt, nemški general in pravnik, * 5. junij 1872, Craemersdorf, † 13. marec 1946, Traunstein.